# GhostRider
GhostRider ist eine Holzachterbahn in Knott’s Berry Farm (Buena Park, Kalifornien, USA) des Herstellers Custom Coasters International mit der Seriennummer 30, die am 8. Dezember 1998 eröffnet wurde.
Sie befindet sich im Geisterstadt-Themenbereich des Parks und gilt als die längste Holzachterbahn an der amerikanischen Westküste.
In der Zeit vom 8. September 2015 bis Juni 2016 wurde die Bahn vom Hersteller Great Coasters International renoviert, wobei die Strecke erneuert und die Züge ersetzt wurden.

## Technische Daten

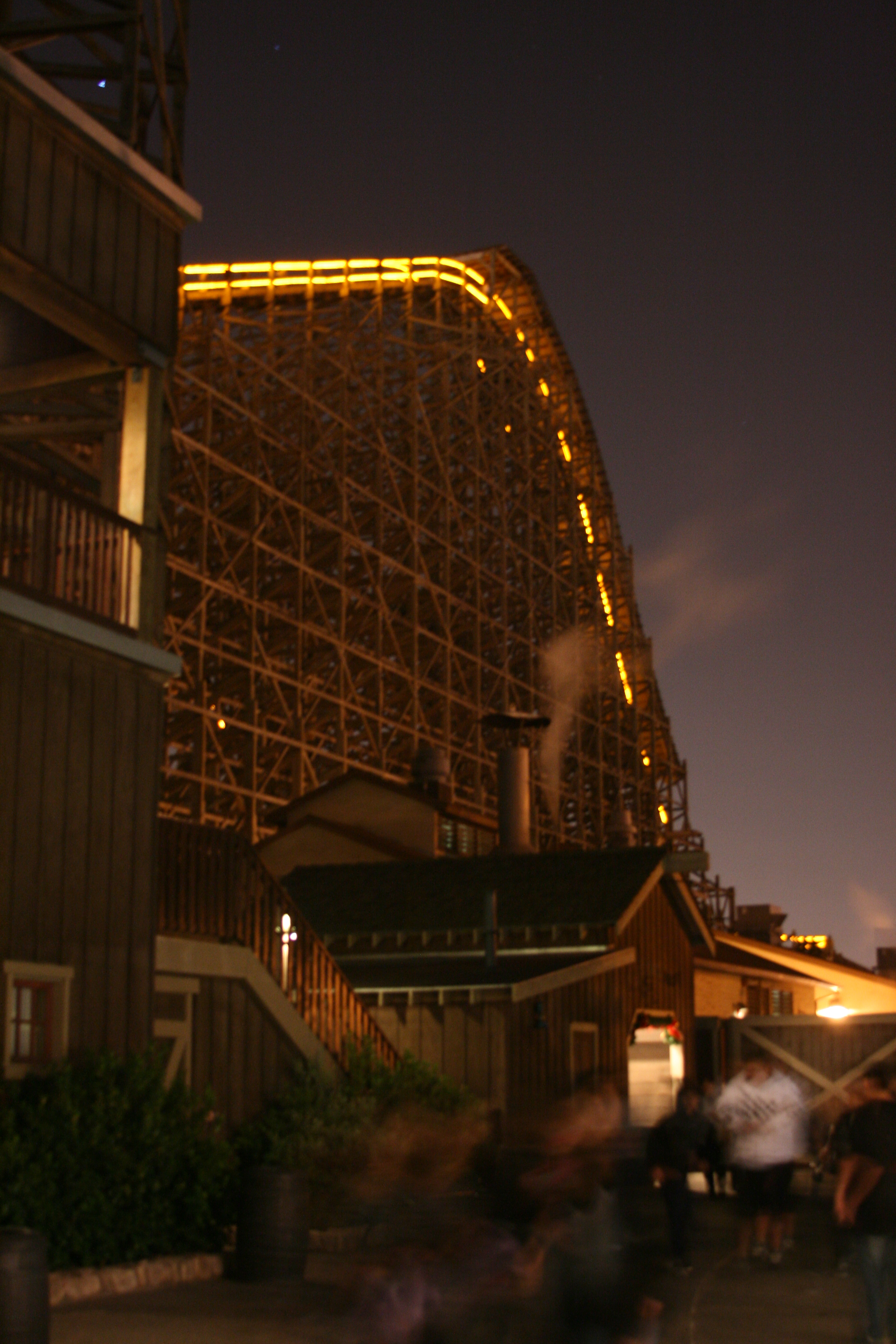

Die Höhe von GhostRider beträgt 36 m und die erste Abfahrt besitzt eine Höhe von 32,9 m, auf der sie eine Höchstgeschwindigkeit von 90,1 km/h erreicht. Die 1381,7 m lange Strecke besitzt 14 Hügel, zehn Überquerungen und drei Brücken.

## Züge
GhostRider besitzt zwei Züge des Herstellers Great Coasters International vom Typ Millennium Flyer mit jeweils zwölf Wagen. In jedem Wagen können zwei Personen (eine Reihe) Platz nehmen. Bis zur Renovierung der Bahn besaß GhostRider drei Züge des Herstellers Philadelphia Toboggan Coasters mit jeweils sieben Wagen. In jedem Wagen konnten vier Personen (zwei Reihen à zwei Personen) Platz nehmen. Es konnten dabei maximal zwei Züge gleichzeitig verwendet werden, der dritte befand sich immer in einer "Erneuerung". Normalerweise hatte ein Wagen durch dieses System ein Jahr Pause.

## Trivia
- In der Nacht leuchtet die Strecke orange.
- Der Bau der Bahn ging so schnell voran, dass sie sechs Monate vor der geplanten Eröffnung komplett fahrbereit war.
- Bei der ersten Abfahrt befindet sich ein Metalldach, da sich die Anwohner beklagten, dass es wegen der Schreie immer so laut sei.
- Die Geschichte der GhostRider besagt, dass ein Minenarbeiter eine verlassene Mine betreten hat, und seit daher nie wieder gesehen wurde. Nun soll er als GhostRider durch die USA streifen.